# Arrapaquítida
L'Arrapaquítida (en grec antic: Ἀρραπαχῖτις, Arrapakhitis) fou un districte de la província d'Assíria a l'antiguitat, situada al límit amb Armènia. Segurament era anomenada a partir de la ciutat d'Arrapa o Arrafa.